# 외르주의 아롱디스망
외르주의 아롱디스망은 총 3개이다.

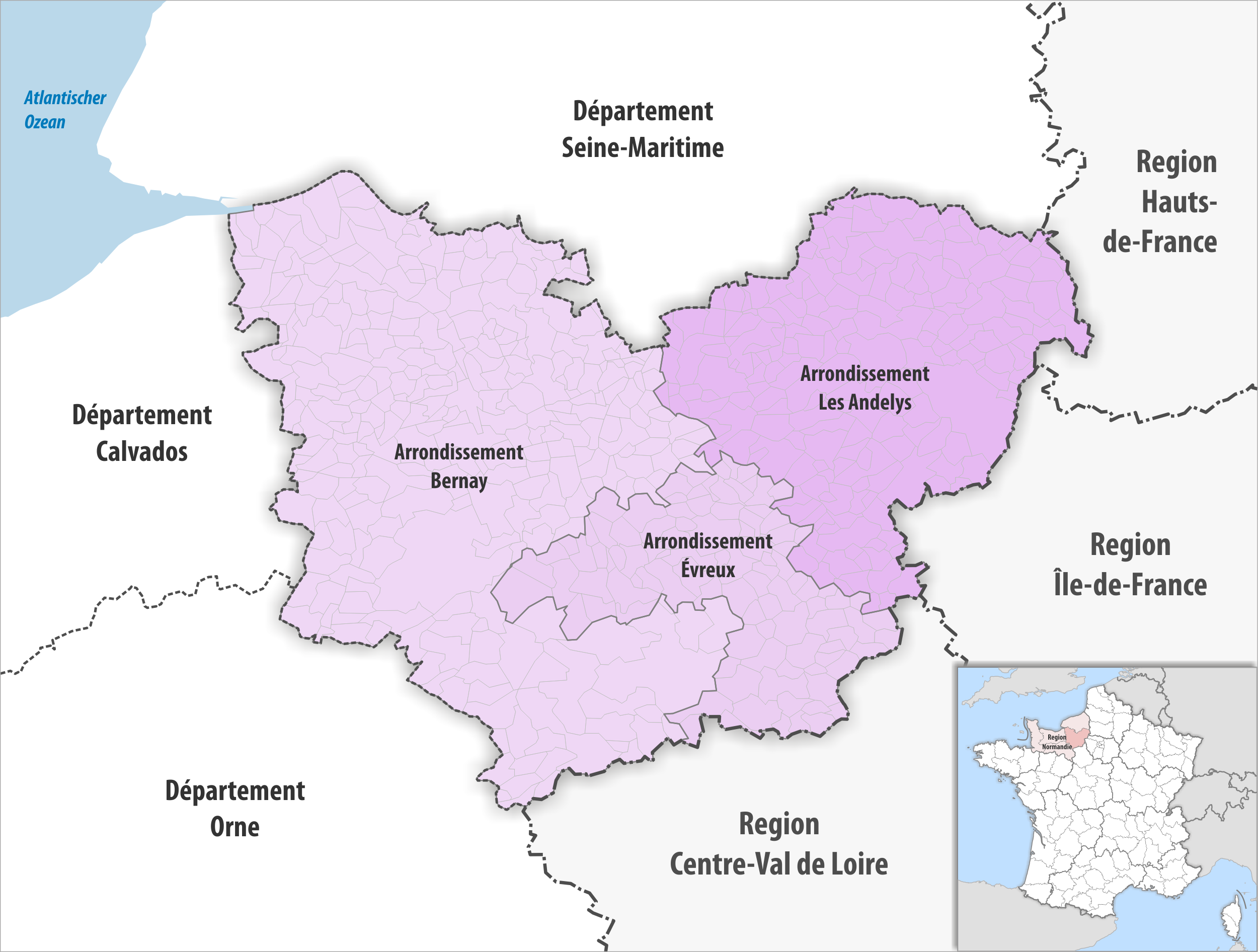
외르주의 아롱디스망 지도

1. 레장들리 아롱디스망 (Les Andelys, 군청: 레장들리)은 185개 코뮌이 속해 있다.[2]
2. 베르네 아롱디스망 (Bernay, 군청: 베르네)은 297개 코뮌이 속해 있다.[3]
3. 에브뢰 아롱디스망 (Évreux, 주도: 에브뢰)은 103개 코뮌이 속해 있다.

## 역사
1800년 에브뢰, 레장들리, 베르네, 루비에르, 퐁토드메르의 5개 아롱디스망이 설치되었다. 1926년에는 루비에르와 퐁토드메르가 해체되었다.
2006년 1월 1일, 에브뢰 아롱디스망의 루비에르노르 캉통과 루비에르쉬드 캉통을 레장들리 아롱디스망에, 앙프르빌라캉파뉴 캉통을 베르네 아롱디스망에 이전하였다.
2017년 1월 외르주의 아롱디스망 경계에 변화가 있었다.
- 레장들리 아롱디스망에서 베르네 아롱디스망으로 1개 코뮌 이전
- 베르네 아롱디스망에서 에브뢰 아롱디스망으로 1개 코뮌 이전
- 에브뢰 아롱디스망에서 레장들리 아롱디스망으로 35개 코뮌 이전
- 에브뢰 아롱디스망에서 베르네 아롱디스망으로 77개 코뮌 이전